# 브렛 딘
브렛 딘(영어: Brett Dean, 1961년 10월 23일 ~ )은 오스트레일리아의 작곡가, 비올리스트, 지휘자이다.
2020년 3월 5일, 코로나바이러스감염증-19에 감염되어 애들레이드의 병원에 입원하였다.